# 도요타 스포츠 퍼포먼스 센터
도요타 스포츠 퍼포먼스 센터(영어: Toyota Sports Performance Center)는 미국 캘리포니아주 엘세건도에 위치한 실내 경기장이다. 과거 D-리그 로스앤젤레스 디펜더스의 홈경기장으로 사용했다. 